# Левицький Модест
Модест Левицький — український бандурист, громадський діяч.

## Біографічні відомості
Модест Левицький народився у Франції. Орієнтовно у проміжку часу від 1925 до 1927 року батьки послали його здобувати освіту українською мовою в Українській гімназії в Празі. В Празі він закінчив педагогічні курси в Українському високому педагогічному інституті імені Михайла Драгоманова (не пізніш як у 1933-му). Брав активну участь в українському культурному житті в Празі. Вивчав гру на бандурі у Василя Ємця.
Після завершення курсів викладав у гімназіях в Холмі та в Луцьку, де заснував капелу бандуристів. З приходом радянських військ переїхав у Францію.